# Memories (álbum de Barbra Streisand)
Memories é um álbum da cantora estadunidense Barbra Streisand, lançado em 1981.
Trata-se de uma compilação com maiores sucessos e outras canções que apareceram nos álbuns da cantora lançados entre 1974 e 1978 (The Way We Were, de 1974; A Star Is Born, de 1976; Superman, de 1977; Barbra Streisand's Greatest Hits Vol. 2, de 1978; e Guilty, de 1980), além de três faixas inéditas.
No Reino Unido foi intitulado Love Songs e quatro faixas adicionais foram incluídas: "Wet", "A Man I Loved", "I Don't Break Easily" e "Kiss Me in the Rain".
Dois singles foram lançados para promovê-lo, um deles é "Memory", que fazia parte do musical da Broadway: Cats, o outro foi o da faixa "Comin' In And Out of Your Life", que alcançou a posição de número 11 na Billboard Hot 100.
Apesar da última compilação de Streisand, Barbra Streisand's Greatest Hits Vol. 2, ter sido lançada três anos antes, em 1978, o fato não interferiu nas vendas de Memories que tornou-se um dos maiores êxitos comerciais de sua carreira, com mais de 10 milhões de cópias vendidas mundialmente.

## Singles
O primeiro single a ser lançado foi o da faixa "Comin' In And Out of Your Life". O lançamento ocorreu em novembro de 1981, e o compacto simples tem como lado B a canção "Lost Inside of You", que fez parte da trilha sonora do filme Nasce uma Estrela, de 1976, estrelado por Streisand e Kris Kristofferson.
Sobre a produção da canção Jay Landers explicou "Eu conhecia [Streisand] um pouco. Nós nos conhecemos por meio de Charles Koppelman, que... era seu produtor executivo na época. Eu era um editor musical independente, e Charles [Koppelman] me pediu para enviar alguma canção para uma compilação que ele estava produzindo com ela, que se tornou o Memories. (acho que se chamava Love Songs no Reino Unido). Então, eu trouxe para ela "Comin 'In And Out Of Your Life", que era uma música que ouvi alguns meses antes. [Richard] Parker disse que "Koppelman ficou tão desorientado que enviou uma limusine para buscar Jon Peters. Dez dias depois, Barbra gravou nossa música em Londres. Tudo aconteceu tão rápido". Parker explicou mais tarde "ter Barbra Streisand fazendo a música automaticamente legitimou nossa posição como compositores ".
A música teve pico de número onze na Billboard Hot 100 e de número dois na parada musical Adult Contemporary, ambas do Estados Unidos. No Canadá, apareceu em número vinte e quatro na parada Top singles, e número um na parada Adult Contemporary, ambas da revista RPM.
O segundo single a ser lançado foi o da faixa "Memory", em fevereiro de 1982. O compacto simples traz como lado B "Evergreen (Love Theme from A Star Is Born)". A composição é de Andrew Lloyd Webber, com letra de Trevor Nunn, baseada em poemas de T. S. Eliot. Foi escrita para o musical Cats, de 1981. Em sua autobiografia Webber afirma que na produção da faixa, conduziu Streisand a uma interpretação que pesasse mais emoção do que técnica, o que ele conseguiu, após alguns takes.
Na parada Billboard Hot 100, alcançou a posição de número 52, e a nona na parada Adult Contemporary, da mesma revista. Em outros países apareceu em diversas tabelas, a saber: Reino Unido (#34), Alemanha (#30), Áustria (#14), Canadá (Adult Contemporary, #3), Nova Zelândia (#4), Países Baixos (#19), e Suécia (#6).

## Recepção da crítica
| Críticas profissionais | Críticas profissionais |
| Avaliações da crítica  | Avaliações da crítica  |
| Fonte                  | Avaliação              |
| ---------------------- | ---------------------- |
| AllMusic               | [ 1 ]                  |
| Manchete               | Favorável              |
| Tribuna da Imprensa    | Favorável              |

As resenhas feitas pelos críticos de música foram positivas. 
William Ruhlmann, do site AllMusic, avaliou com três estrelas de cinco e escreveu que a seleção de canções é "ótima", no entanto, considerou que a inclusão de poucas canções inéditas pareceu "oportunista".
Wilson Cunha, da revista brasileira Manchete, fez uma crítica favorável na qual elogiou o repertório (chamando-o de "belíssimo" e "[uma] excelente dádiva") e as interpretações de Streisand nas canções ("cada vez melhor como intérprete, o que parecia impossível"). Em sua lista dos melhores discos lançados no ano de 1982, Cunha elegeu Memories o segundo melhor na categoria de música pop.
Arnaldo de Souteiro, do jornal brasileiro Tribuna da Imprensa, fez uma crítica favorável na qual concluiu que apesar de estarem inclusos os momentos mais comerciais da carreira de Streisand, ao invés dos mais artísticos, o disco é uma ótima oportunidade para quem quer conhecer seu trabalho.

## Desempenho comercial
A compilação é um dos maiores sucessos comerciais da carreira de Barbra Streisand. Em 1984, 3,5 milhões de cópias já haviam sido vendidas em território estadunidense. Em 1998, foi por fim certificada com cinco discos de platina pela RIAA, por vendas superiores a cinco milhões de cópias no país.
No Canadá, obteve a mesma quantidade de certificados mas por vendas superiores a 500 mil cópias. Na Austrália, foi certificado com seis discos de platina por 420 mil cópias vendidas, enquanto no Reino Unido, onde foi intitulada Love Songs, foi certificada platina, por mais de 300 mil cópias vendidas.
Ao todo, foram vendidas mais de 10 milhões de cópias no mundo.

## Lista de faixas
- Créditos e lista de faixas adaptados do encarte do LP Memories, de 1981.[31]

Lado A
| N.º | Título                                                                                   | Compositor(es)                              | Duração |  |
| 1.  | "Memory" (tema do musical de Andrew Lloyd Webber, Cats)                                  | Andrew Lloyd Webber T. S. Eliot Trevor Nunn | 3:53    |  |
| 2.  | "You Don't Bring Me Flowers" (do álbum Barbra Streisand's Greatest Hits Vol. 2, de 1978) | Neil Diamond Alan Bergman Marilyn Bergman   | 3:24    |  |
| 3.  | "My Heart Belongs to Me" (do álbum Superman, de 1977)                                    | Alan Gordon                                 | 3:22    |  |
| 4.  | "New York State of Mind" (do álbum Superman, de 1977)                                    | Billy Joel                                  | 4:43    |  |
| 5.  | "No More Tears (Enough Is Enough)" (versão editada do álbum Wet, de 1979)                | Paul Jabara Bruce Roberts                   | 4:43    |  |

Lado B
| N.º | Título                                                             | Compositor(es)                               | Duração |  |
| 6.  | "Comin' In and Out of Your Life"                                   | Richard Parker Bobby Whiteside               | 4:09    |  |
| 7.  | "Evergreen" (do álbum A Star Is Born, de 1976)                     | Barbra Streisand Paul Williams               | 3:05    |  |
| 8.  | "Lost Inside of You" (versão solo, difere do álbum A Star Is Born) | Leon Russell Streisand                       | 3:57    |  |
| 9.  | "The Love Inside" (do álbum Guilty, de 1980)                       | Barry Gibb                                   | 5:04    |  |
| 10. | "The Way We Were" (do álbum The Way We Were, de 1974)              | Marvin Hamlisch Alan Bergman Marilyn Bergman | 3:30    |  |

## Tabelas
| Tabela musical(1981)           | Melhor posição |
| ------------------------------ | -------------- |
| Austrália (ARIA)               | 7              |
| Áustria (Ö3 Austria Top 40)    | 17             |
| Canadian Albums Chart          | 14             |
| Estados Unidos (Billboard 200) | 10             |
| French Albums Chart            | 5              |
| Japanease Albums (Oricon)      | 56             |
| Noruega (VG-lista)             | 6              |
| Nova Zelândia (RMNZ)           | 2              |
| Países Baixos (Dutch Charts)   | 6              |
| Reino Unido (UK Albums Chart)  | 1              |
| Spanish Albums Chart           | 20             |
| Suécia (Sverigetopplistan)     | 4              |

| Tabela musical (1982)                  | Posição |
| -------------------------------------- | ------- |
| New Zealand Albums (Recorded Music NZ) | 7       |
| UK Albums (OCC)                        | 1       |
| US Cash Box                            | 50      |

## Certificações e vendas
| País                  | Certificação | Vendas     |
| --------------------- | ------------ | ---------- |
| Austrália (ARIA)      | 6× Platina   | 420,000    |
| Argentina (CAPIF)     | Ouro         | 30,000     |
| Canadá (Music Canada) | 5× Platina   | 500,000    |
| Estados Unidos (RIAA) | 5× Platina   | 5,000,000  |
| França (SNEP)         | 2× Platina   | 509,300    |
| Portugal (AFP)        | Prata        | 10,000^    |
| Reino Unido (BPI)     | Platina      | 300,000    |
| Resumos               |              |            |
| Mundo                 | —            | 10,000,000 |